# ノーヴァ・レヴァンテ
ノーヴァ・レヴァンテ（伊: Nova Levante ; 独: Welschnofen ヴェルシュノーフェン）は、イタリア共和国トレンティーノ＝アルト・アディジェ州ボルツァーノ自治県にある、人口約2,000人の基礎自治体（コムーネ）。

## 地理

### 位置・広がり

#### 隣接コムーネ
隣接するコムーネは以下の通り。括弧内のTNはトレント自治県所属を示す。
- コルネード・アッリザルコ
- モエーナ (TN)
- ノーヴァ・ポネンテ
- サン・ジョヴァンニ・ディ・ファッサ (ポッツァ・ディ・ファッサ、ヴィーゴ・ディ・ファッサ) (TN)
- プレダッツォ (TN)
- ティーレス

## 住民

### 言語
| 言語集団調査（2011年） | 言語集団調査（2011年） | 言語集団調査（2011年） | 言語集団調査（2011年） | 言語集団調査（2011年） |
| ---------------------- | ---------------------- | ---------------------- | ---------------------- | ---------------------- |
|                        |                        |                        |                        |                        |
| ドイツ語               | ドイツ語               |                        | 94.00%                 | 94.00%                 |
| イタリア語             | イタリア語             |                        | 5.53%                  | 5.53%                  |
| ラディン語             | ラディン語             |                        | 0.47%                  | 0.47%                  |

2011年に行われた、住民がドイツ語・イタリア語・ラディン語のいずれの「言語集団」に属するかの調査によれば（ボルツァーノ自治県#言語集団調査参照）、住民の94%がドイツ語話者である。